# Estación de Alacant (Metrovalencia)
Alacant es una estación de la línea 10 de Metrovalencia inaugurada el 17 de mayo de 2022. Se encuentra bajo la calle Alicante, en el barrio de Ruzafa (distrito del Ensanche).

## Accesos
Dispone de tres accesos, uno en la calle Segorbe con la calle Alicante, otro en la gran vía Germanías con la calle Alicante y otro en el paso peatonal del túnel de las grandes vías, el cual conecta con la estación de Bailén de la línea 7 y la estación del AVE de Valencia Joaquín Sorolla. Posee tres ascensores: Uno en el acceso Gran Vía Germanías, y los otros dos en la Calle Segorbe.

## Conexiones
La estación está conectada mediante el túnel peatonal de las Grandes Vías con la línea 7 a través de la estación de Bailén. Se prevé la construcción de un segundo túnel que conecte con la estación de Xàtiva, el cual se espera esté abierto en 2024.